# Juarez Quadros
Juarez Martinho Quadros do Nascimento (Belém, 30 de janeiro de 1944) é um engenheiro e político brasileiro.
Estudou no CEPC (Colégio Paes de Carvalho), entrou no Curso de Engenharia Elétrica, da então Escola de Engenharia do Pará e pertencente à Universidade do Pará, em 1965, formando-se, em 1970. Foi professor do CEPC (1966-1973), e seu Vice-Diretor (1971-1973), auxiliando o então Diretor dessa casa tradicional de ensino, o professor e engenheiro civil e Mestre em Matemática, Manoel Viegas Campbell Moutinho.
Foi Oficial da Polícia Militar do Pará, convidado pelo então Governador do Pará Alacid Nunes entrou na Telepará, e assumiu vários cargos na área, como Gerente do Distrito Metropolitano e Diretor de Operações, trabalhou também na Teleacre na função de Diretor Técnico-Operacional e Presidente, em seguida na Telebrás como Gerente do Departamento de Desenvolvimento de Mercado, Diretor de Coordenação de Operações e Assistente do Vice-Presidente além de ter exercido funções no Ministério das Comunicações, sendo Diretor do Departamento de Serviços Públicos, Secretário de Fiscalização e Outorga, Ministro de Estado das Comunicações Interino, Secretário Executivo, e Ministro de Estado das Comunicações Efetivo, nomeado pelo então presidente Fernando Henrique Cardoso. Além desses cargos, participou (como Membro e/ou Presidente) de vários Grupos, Comissões e Conselhos organizados pela Telebrás, Telerj, Telesp, Teleceará, Telebahia, Telpe, Teleamapá, Eembratel, EBCT, EMBRAER, CPqD e FUNTTEL.
Foi ministro das Comunicações do Brasil de abril de 2002 a 1 de janeiro de 2003. além de Presidente da ANATEL, cargo que exerceu de 6 de outubro de 2016 até 4 de novembro de 2018, nomeado pelo então presidente Michel Temer.